# Rimalga
Rimalga est une commune rurale située dans le département de Kogho de la province du Ganzourgou dans la région du Plateau-Central au Burkina Faso.

## Santé et éducation
Le centre de soins le plus proche de Rimalga est le centre de santé et de promotion sociale (CSPS) de Kogho tandis que le centre médical avec antenne chirurgicale (CMA) se trouve à Boulsa.